# Manuel Uribe
Manuel Uribe Garza (11. juni 1965 i Monterrey- 26. maj 2014) var en person fra Monterrey i den mexicanske delstat Nuevo León, der på et tidspunkt var det tungeste menneske i verden. Han vejede på et tidspunkt 558 kilogram. Han fik stor medieopmærksomhed, da han optrådte hos tv-selskabet Televisa i januar 2006. I marts 2007 satte han sig som mål at tabe sig til en vægt på 120 kg.
Den 28. oktober 2008 havde han reduceret sin vægt til 360 kg. 

## Eksterne links
- Nekrolog i The Washington Post

|  | Artiklen om Manuel Uribe kan blive bedre, hvis der indsættes et (bedre) billede Du kan hjælpe ved at afsøge Wikimedia Commons for et passende billede eller uploade et godt billede til Wikimedia Commons iht. de tilladte licenser og indsætte det i artiklen. |